# 馬進 (明朝)
馬進（1417年—？），字惟學，直隸淮安府山陽縣人，錦衣衛官籍，明朝政治人物。進士出身。

## 生平
順天府鄉試第八名。景泰五年（1454年）甲戌科會試第一百七十二名，殿試登進士第二甲第八十二名。

## 家族
曾祖馬德驥。祖父馬克讓。父亲馬景中。